# (132874) Latinovits
(132874) Latinovits est un astéroïde de la ceinture principale, de la famille de Hungaria.

## Description
(132874) Latinovits est un astéroïde de la ceinture principale, de la famille de Hungaria. Il présente une orbite caractérisée par un demi-grand axe de 1,88 UA, une excentricité de 0,12 et une inclinaison de 21,9° par rapport à l'écliptique.

## Compléments